# Tornos scolopacinaria
Tornos scolopacinaria är en fjärilsart som beskrevs av Achille Guenée 1858. Tornos scolopacinaria ingår i släktet Tornos och familjen mätare. Inga underarter finns listade i Catalogue of Life.